# ショウガ亜綱
ショウガ亜綱 (Zingiberidae) は被子植物の亜綱のひとつで、ショウガ科を含むもの。クロンキスト体系などで使われる。含まれる目は分類体系によって異なる。

## 分類

### クロンキスト体系
クロンキスト体系では2目を含める。
- 被子植物門 Magnoliophyta
  - 単子葉植物綱 Liliopsida
    - ショウガ亜綱 Zingiberidae
      - パイナップル目 Bromeliales
      - ショウガ目 Zingiberales

### 他の分類体系
新エングラー体系では単子葉植物綱に亜綱を立てていないので、ショウガ亜綱の名前は存在しない。
APG植物分類体系では綱や亜綱の分類階級を設定していないので、ショウガ亜綱の名前は使われない。ショウガ目は単子葉類 (monocots) のツユクサ類 (commelinids) に属している。